# NBA
ナショナル・バスケットボール・アソシエーション（英語: National Basketball Association）は、北アメリカの男子バスケットボールのプロリーグである。アメリカ合衆国の29チームおよびカナダの1チームの計30チームからなる。略称は、NBA（エヌビーエー）。日本語で、全米バスケットボール協会とも。
国際バスケットボール連盟（FIBA）に加盟しているUSAバスケットボール（USAB）のアクティブ・メンバーの筆頭であり、北米4大プロスポーツリーグのひとつでもある。バスケットボールにおいて、実力、人気は共に世界最高のリーグであり、世界中のスポーツリーグ全体で見ても屈指の人気と経済規模を誇る。女子バスケットボールリーグナショナル・バスケットボール・アソシエーション（WNBA）の母体でもある。
1946年6月6日、ニューヨークで設立。当初は、バスケットボール・アソシエーション・オブ・アメリカ（Basketball Association of America、BAA）という名称だった。ライバル関係にあったNBL（National Basketball League）から数チームを引き抜いたあと、当時11チームであった1949年の秋に現名称となった。
NBAには各国に独立した事務所があるが、すべてニューヨーク5番街のオリンピック・タワー内にある本部の管理下にある。NBA EntertainmentとNBA TVスタジオは、ニュージャージー州シコーカスに本部がある。

## 概説
アメリカ合衆国とカナダに全30チームがあり、東西2つのカンファレンス、さらにそれぞれ3つのディビジョン（各5チーム）に分かれて、10月から翌年4月までレギュラーシーズン82試合（何シーズンか例外はあるが）が行われる。その結果に応じて4月中旬頃からポストシーズン（プレーオフ）が行われ、そのカンファレンスごとの勝者がNBAファイナルを戦い、最終的にシーズンのチャンピオンが決定する。

### レギュラーシーズン
夏のオフシーズンを経て、チームは9月下旬からトレーニングキャンプを開始する。トレーニングキャンプでは、若手（特にルーキー）を中心に選手の評価を行う。チームの弱点、強みをスカウトし、シーズン開始に備えて選手補強を図り、12名のアクティブロスターと3名の控えプレーヤーを揃える。キャンプ後には、NBA内のチームや大学や海外のチームなどとプレシーズンゲームを行う。NBAのレギュラーシーズンは10月の最終週に開幕する。レギュラーシーズンでは、各チームは全82試合のうち41試合をホームで、41試合をアウェイで戦うこととなる。同じディビジョンの4チームとは4対戦（ホーム2、アウェイ2）で合計16試合を、同カンファレンスで、他ディビジョンのチームとの対戦は、6チームと4試合（24試合）、残りの4チームと3試合（12試合）、合計36試合を、異なるカンファレンスの15チームとは、2対戦（ホーム1、アウェイ1）し、合計30試合を戦う。この非対称な構成は、チーム間にスケジュールの厳しさに不均衡をもたらすが、NFLやMLBほどではない。5年間で、同じディビジョンの4チームと80試合、同カンファレンス他ディビジョンのチームとの対戦は180試合（ホーム90、アウェイ90）、他カンファレンスのチームとの対戦は150試合になり、スケジュールの不均衡がなくなるように調整される(そもそも自然災害などで試合ができなかった場合には、再試合を行う)。

### ポストシーズン（プレーオフ）
レギュラーシーズン終了後、各カンファレンス内の勝率上位8チームが、東西それぞれのカンファレンスで4戦先勝方式のプレーオフトーナメント「NBAプレーオフ」を戦う。プレーオフではカンファレンス内の順位で組み合わせが決定し、それぞれ対戦する2チームで勝率が高い方に、（7戦目まで進んだ場合）一方のチームより1試合多くホームゲームを戦える「ホームコートアドバンテージ」が与えられる（A：勝率が高いチーム B：勝率が低いチーム→AABBABAというホーム開催となる）。各ラウンドは4勝したチームが勝ち抜ける。A（1位 - 8位）、B(2位 - 7位）、C（3位 - 6位）、D（4位 - 5位）の組み合わせで1stラウンドを戦う。カンファレンスセミファイナルは、A-D、B-Cで対戦し、それぞれの勝者でカンファレンスファイナルを戦う。

### ファイナル
両カンファレンスを優勝したチーム同士で行われる決勝は「NBAファイナル」と呼ばれ、世界各地に中継放送されて3億人が観戦していると言われる。ファイナルもレギュラーシーズンの勝率の高いチームが「ホームコートアドバンテージ」を獲得し、ファイナルでは、ホーム、ホーム、アウェイ、アウェイ、ホーム、アウェイ、ホームで試合が進められる。ファイナル終了後に、ファイナルMVPが選出される。

## NBAの歴史

### 創成期
NBAはバスケットボール誕生から約半世紀後に創設された。創設の目的はプロアイスホッケーに利用されるアリーナの空き時間を埋めるためであり、初代コミッショナーにはAHLの会長であるモーリス・ポドロフが就任した。1946年11月1日に、トロント・ハスキーズ対ニューヨーク・ニッカボッカーズの顔合わせで初めて試合が行われた。1949年にNBLと合併し、ジョージ・マイカンがNBA入りした。
- 1892年 - カナダ人体育講師ジェームズ・ネイスミスにより考案されたバスケットボールの初めての試合が行われる。
- 1946年 - BAA創設。参加チームは11。
- 1949年 - ライバルリーグであったNBLを吸収合併し、NBAに名称を変更。参加チームは17に。

### 1950年代
この時期リーグは大きな2つの変化を経験する。その1つが24秒ショットクロック（ボールを保持したチームが24秒以内にシュートをしなければ、相手ボールとなる）の導入だった。NBLの吸収で17チームにまで膨れ上がったNBAだが人気は停滞し、1954年には8チームにまで減少した。このような状況を打破すべく導入されたショットクロックは、試合のテンポを早くし、より娯楽性の高いものとした。もうひとつの変化は黒人選手の隆盛だった。公民権運動が活発化する前のNBAは選手の大半を白人が占めていたが、1950年にはNBA初の黒人選手チャック・クーパーがドラフト指名され、1956年にはビル・ラッセルがNBA入りし、1959年にはウィルト・チェンバレンが新人にして得点王、リバウンド王、新人王、MVP4冠を達成した。1950年代前半はマイカン率いるミネアポリス・レイカーズがNBA初の3連覇を達成するも、後半にはラッセル擁するボストン・セルティックスがリーグを支配し始める。
- 1951年 - ペイントエリア（制限区域）を6フィートから12フィートに拡大。
- 1954年 - 24秒バイオレーションルール（ショットクロック）を導入。

### 1960年代
1960年代はセルティックスの時代だった。ラッセルをはじめボブ・クージー、ビル・シャーマン、サム・ジョーンズ、ジョン・ハブリチェックらを擁したセルティックスは、名将レッド・アワーバックに率いられ、1958−59シーズンから65−66シーズンまでの8連覇を達成した。セルティックスがリーグを支配する一方で、チェンバレンの1試合100得点達成などの大記録も生まれた。60年代末には傘下チームを14に増やすなどしようやく軌道に乗り始めたが、1967年にはライバルリーグABAが誕生した。
- 1960年 - ジェリー・ウェストがミネアポリス・レイカーズに入団。
- 1964年 - ペイントエリア（制限区域）を12フィートから16フィートに拡大。
- 1966年 - ボストン・セルティックスが8連覇を達成。
- 1967年 - ABA創設。

### 1970年代
1970年代でセルティックスの支配が終わり群雄割拠の時代を迎え、全体的にビッグマンが活躍する時代となる。70年代前半は大都市のロサンゼルス・レイカーズとニューヨーク・ニックスが3回NBAファイナルで対戦して人気を博したが、70年代前半から中盤にかけてベトナム戦争の泥沼化などの暗い時代背景や薬物などの蔓延によりNBAの人気は低迷し、またABAとの競争のための事業拡大はリーグ全体の質の低下を招いた。カリーム・アブドゥル・ジャバーやABA出身のジュリアス・アービングらがリーグを牽引したが、人気の回復には至らなかった。
- 1976年 - ABAが消滅。ABAの4チーム、サンアントニオ・スパーズ、デンバー・ナゲッツ、インディアナ・ペイサーズ、ニューヨーク・ネッツがNBAに加入し、チーム数は22に。
- 1976年『ハンドチェック』ルール導入
- 1979年 - スリーポイントシュートが導入される。

### 1980年代
どん底まで沈んでいたNBAを救ったのはマジック・ジョンソンとラリー・バードの登場だった。両者のライバル関係はリーグを活性化させ、1980年代のNBAファイナルはジョンソンのロサンゼルス・レイカーズとバードのセルティックスのいずれかが争った。また、マイケル・ジョーダンら次世代を担うスター選手らが続々とNBA入りを果たしたのもこの時期である。リーグのクリーン化に力を注いだ、第4代コミッショナーデビッド・スターンの尽力も大きかった。NBAの人気は加速度的に増していき、チーム数は27にまで増加する。そして80年代末のバッドボーイズの連覇を経て、NBAはジョーダンの時代を迎えることになる。
- 1980年 - ダラス・マーベリックスが新設され、チーム数は23に。
- 1981年 - ドラフトで岡山恭崇がゴールデンステート・ウォリアーズから8巡目の10番目で指名を受けるが入団せず。
- 1984年 - サラリーキャップ制度導入。
- 1988年 - シャーロット・ホーネッツ（現・ニューオーリンズ・ペリカンズ）、マイアミ・ヒートが新設され、チーム数は25に。
- 1989年 - オーランド・マジック、ミネソタ・ティンバーウルブズが新設され、チーム数は27に。

### 1990年代
1990年代には、NBA史上最高の選手の一人に挙げられるジョーダン率いるシカゴ・ブルズがリーグを席巻し、2度の3連覇、6度の優勝を達成。ジョーダンと個性溢れるさまざまなライバル選手との熱戦は世界中にテレビ中継され、アメリカ国内のみならず、海外のNBAブームにも火を着けた。そしてNBAの世界的な人気を決定的なものにしたのが、1992年バルセロナ五輪への「ドリームチーム」派遣であった。また、海外出身のアキーム・オラジュワンが2年連続でファイナルMVPを受賞し、カナダに新チームを立ち上げるなどグローバリゼーションが進む一方、90年代は選手の年俸が高騰した時期でもあり、ブルズが2度目の3連覇を果たした1998年にはそれに対するロックアウトが起き、開幕が大幅に遅れ、シーズンが短縮される事態に陥った。
- 1992年 - ドリームチーム結成（クリスチャン・レイトナーは当時大学生）。バルセロナ五輪で金メダル獲得。
- 1993年 - マイケル・ジョーダン擁するシカゴブルズが3連覇達成。
- 1994年 - 第1次『ハンドチェック』ルール改正　(後にＭＪの復帰により改正はあまり進まなかった)
- 1995年 - トロント・ラプターズ、バンクーバー・グリズリーズ（現・メンフィス・グリズリーズ）が新設され、チーム数は29に。
- 1996年 - アメリカ女子プロバスケットボールリーグWNBA設立。
- 1998年 - シカゴブルズが2度目の3連覇達成。リーグと選手会の労使交渉が難航し、ロックアウトに突入。
- 1999年2月5日 - ロックアウトにより遅れていた98−99シーズンが始まる。
- 1999年 - 『Buck to Five Second』ルール導入（バック　トゥー　ファイブ　セコンズ　バイオレーション）（チャールズ・バークリー・ルール) フリースローライン延長線とエンドラインの間で、バスケットに背を向け、5秒を越えてドリブルキープすることは出来ない。カウントは次の時点で終了する。 1. プレーヤーがボールを保持したとき。2. 指定区域を出たとき。3. ディフェンスプレーヤーによってボールが逸らされたとき。罰則：フリースローライン延長上のサイドラインから、相手チームボールのスローインで再開

### 2000年代
21世紀最初の優勝は、シャキール・オニールとコービー・ブライアントを擁し3連覇を果たしたロサンゼルス・レイカーズだった。また、ティム・ダンカン率いるサンアントニオ・スパーズも98−99シーズンを含む計4回の優勝を果たすなど、2000年代のNBAはウェスタン・カンファレンスに強豪チームが揃う西高東低と呼ばれる図式となった。2000年代は海外出身選手も急増し、2002年、2005年、2006年のNBAドラフトではアメリカ国外出身選手が1位指名を受け、04−05シーズン以降3シーズン連続でシーズンMVPは海外出身選手が獲得しており、06-07シーズンにはシーズンMVPとファイナルMVPを海外出身選手が獲得した。2000年代後半の勢力図は突出して強いチームはなく、コービーブライアント率いるロサンゼルス・レイカーズやティムダンカン率いるサンアントニオ・スパーズ、ポール・ピアース、レイ・アレン、ケビン・ガーネットのビッグ3率いるボストン・セルティックスなどの多くの強豪チームが優勝を争う形になった。
- 2001年 - 視聴率や観客数の減少が見られたNBAはゲームそのもののペースを早くし、戦略などを増やすことで、試合を見やすくすると同時に、よりエキサイティングなものにするため、イリーガルディフェンスを廃止する。ディフェンスの制限が減りゾーンディフェンスも可能になった、代わりにペイントエリア内でのディフェンス3秒コールを導入し、ハーフライン通過のコールを10秒から8秒に変更するなど、さまざまなルール改革が見られた。ディフェンスは再構築を求められ、それを上回る速度で毎年新しいオフェンスシステムが登場する事になった。
- グリズリーズがメンフィスに移転。NBAデベロップメント・リーグ（通称Dリーグ）の設立。「国境のないバスケットボール」の開催。

イリーガルディフェンスとは、ゾーンディフェンスが禁止されていた時代のルールで、マンツーマンディフェンスを強制するためのルールである。ディフェンダーがマッチアップする相手とワンアーム（手が届く位置）以内の距離から離れて3秒経つとイリーガルディフェンスがコールされた。ゾーンディフェンス解禁後は、これに変わってディフェンス3秒ルールが設定され、ペイントエリア内のディフェンダーが、相手とワンアーム（手が届く位置）以上離れて、3秒ペイントエリア内にとどまるとディフェンス3秒がコールされる。ペナルティは、同じく1フリースロー。
- 2002年 - ホーネッツがニューオーリンズに移転。ロサンゼルス・レイカーズが3連覇を達成。
- 2003年 - この年のドラフトではのちのスーパースターレブロン・ジェームズやドウェイン・ウェイド、カーメロ・アンソニーなどの選手が排出される豊作年となった。
- 2004年 - シャーロット・ボブキャッツが新設され、アメリカに29チーム、カナダに1チームの計30チーム、2カンファレンス6ディヴィジョンに。田臥勇太がフェニックス・サンズに入団。
- 2004年 ‐ 『ハンドチェック』ルールの廃止（正確には改正）以後年々理解が進み、ディフェンス強度を下げる事に成功、ＮＢＡはさらに『クリーン』でオフェンシブなリーグとなった。
- 2005年 - 労使協定が締結され、ドラフト対象選手の年齢が引き上げられる。新服装規定が施行。
- 2006年 - スポルディング社製の素材にマイクロファイバーを使用した公式球に変更した。しかし評判が芳しくなかったため、翌年にはもとの素材に戻された。
- 2007年 - 審判員の賭博事件がNBAの八百長疑惑に発展。
- 2008年 - シアトル・スーパーソニックスがオクラホマシティに移転、オクラホマシティ・サンダーとなった。
- 2009年 - NBAと審判協会との労使協定が9月1日に失効し、NBA側が日当や旅行費などといった経費削減を要求したため、新労使協定の交渉が決裂。NBAはトレーニングキャンプとプレシーズンゲームを過去に解雇した審判などを代替審判として起用して乗り切り、2009年10月23日にNBAと審判協会との新労使協定が合意に達して、シーズン中には代替審判を起用することはなかった[1]。

### 2010年代
2010年オフにマイアミ・ヒートがFAでレブロン・ジェームズとクリス・ボッシュを同時に獲得し、ドウェイン・ウェイドと共に「スリーキングス」を結成し、大きな話題となる。ヒートはただちに強豪チームとなり、最初のシーズンこそダーク・ノヴィツキー擁するダラス・マーベリックスに敗れ準優勝に終わったものの、翌2シーズンはチャンピオンになり、連覇を達成した6つ目のフランチャイズになった。2010年代後半には、ステフィン・カリーとクレイ・トンプソンの「スプラッシュ・ブラザーズ」を擁するゴールデンステート・ウォリアーズが頭角を表す。ゴールデンステートウォリアーズやヒューストン・ロケッツなどのスリーポイントを多用するチームが頭角を表したことにより、スリーポイントの重要性が見出され、NBAにスリーポイントの革命が起きたと言えるだろう。他にも、スリーポイントを多用するチームが急速に増え、スペーシングの関係でスリーポイントを打てる選手が多いほど、ゴール周りのシュートも確率が上がることが分かり、シュートの打てないポストプレー主体のビッグマンの需要が減った。反対にスリーポイントの需要性を見出した球界は3＆Dプレイヤーなどの新しい需要も増えた。このことから2010年代はNBAのバスケットボールスタイルが大きく変化した10年と言えるだろう。
- 2011年 - 新労使協定の交渉に入ったが、2005年から適用されてきた労使協定の内容（選手側が売上の57%を受け取る）では不釣り合いだとオーナー側が主張し、選手側の収益配分比率を低くすることを新労使協定の交渉で求めたために選手会との交渉が難航し、労使協定の失効日である6月30日までに合意に至らず、13年ぶりに2011年7月1日からロックアウトが実施された。プレシーズンゲームはすべて中止となり、開幕日も大幅に遅れたが、12月8日に収益配分比率は選手とオーナーの間で50%ずつとすることで折り合いがつき、10年間の労使協定に合意して、5か月に及んだロックアウトが正式に解消された。この結果、開幕日が12月25日となり、シーズンが66試合に短縮して行われることとなった[2]。
- 2014年 - 利己を排して、チームプレーを徹底したバスケットを展開したサンアントニオ・スパーズがスリーキングスを擁するヒートに前シーズンのリベンジを果たし、チャンピオンとなった。この年のスパーズのプレーは、「ビューティフル・バスケット」と賞賛を浴びた。また、このときのスパーズは、フランス、イタリア、アルゼンチン、オーストラリア、ブラジルと多くの海外選手を使いこなし、NBAの国際化の頂点を極めた。コート外の出来事として、1976年のABAとの合併に際してNBAへのチーム参加が叶わず解散したスピリッツ・オブ・セントルイスの球団オーナーであったシルナ兄弟との間に「スピリッツのNBA参加を認めない代わりとして、シルナ兄弟はNBAへ参加する元ABAの4チームの放映権収入の7分の1、もしくはNBA全体の放映権収入の2％を永遠に得られる。」というとんでもない契約を1976年に交わしており、40年近く経過した同年にNBAは5億ドルでこの契約の買い取りに踏み切った。これによりスピリッツは再び注目を集め、スポーツの歴史に残る取引とも31番目のNBAのチームとも形容された。
- 2015年 - ステフィン・カリー要するゴールデンステートウォリアーズが40年ぶりに優勝。ステフィン・カリーに加え、クレイトンプソンなどのリーグトップクラスのスリーポイント力を誇る2人を軸に作られたチームが優勝したことにより、スリーポイントを多用するスタイルが一気に確立された。他にもゴールデンステートウォリアーズが新たな戦術として採用したビッグマンを起用しないスモールボールラインナップが浸透し、シュートの打てないポストプレー主体のビッグマンが衰退した時期でもある。さらに新たな需要として3&Dプレイヤー（スリーポイントシュートとディフェンス能力の高いロールプレイヤー）が確立されたのもウォリアーズの優勝が大きいだろう。革新的なスタイルで優勝したウォリアーズがNBAに大きな影響をもたらしたシーズンとなった。
- 2016年 - ゴールデンステートウォリアーズが史上最多のシーズン73勝を達成。NBAファイナルではレブロン・ジェームズとカイリー・アービング擁するクリーブランド・キャバリアーズがゴールデンステートウォリアーズ相手に史上初の1勝3敗からの逆転優勝をした。
- 2019年 - レブロンがロサンゼルス・レイカーズに移籍し本命不在のイースタンを制したのは、カワイ・レナード擁するトロント・ラプターズだった。NBA史上73年目にして初めてアメリカ国外でファイナルが行われ、初めて優勝トロフィーが国境を渡った。なお3連覇を狙うゴールデンステートウォリアーズだったがケビン・デュラントやクレイトンプソンなどの主力選手の怪我により敗北。

### 2020年代
2020年以降、NBAのテレビ視聴率は低迷が続いている。2020年以降のNBAファイナルの視聴率はコロナウイルス感染症によるパンデミック前の2019年以前の水準に及ばない状態が続いている。また、オールスターの視聴率も2023年には視聴率と視聴者数で過去最低を記録し、2025年は史上2番目に低い視聴率を記録した。
- 2020年 - 所属選手に新型コロナウイルスの陽性反応が出たことをきっかけに、2020年3月11日にシーズンを一旦中断。7月31日に、フロリダ州のディズニーワールド内施設、通称「バブル」における集中開催、かつ中断時点での勝率に応じてチーム数も縮小して行う、という形で再開した（詳細はシーズンリンクを参照されたい）。なお、この年の王者は、レブロンとアンソニー・デイビスの強力デュオを擁したレイカーズで、これで優勝回数がセルティックスの17回に並んだ。
- 2021年 - 前年のシーズン終了が10月までもつれたため、リーグは縮小を余儀なくされることに。NBAドラフトは2020年11月18日にリモートでの開催となり、シーズンは2020年12月22日からの開幕となった。2020年代前半はスリーポイントの需要が確立され、スペーシングが向上されたことにより、一時期は衰退していたジョエル・エンビードやニコラ・ヨキッチなどのシュート力を兼ね備えた上にポストプレーで得点する形のビッグマンが頭角を表すようになった。なお、この年はミルウォーキー・バックスが50年ぶりに優勝。ファイナルMVPはヤニス・アデトクンボとなる。
- 2022年 - ゴールデンステイト・ウォリアーズが優勝。ステフィン・カリーが念願のFMVPを受賞した。
- 2023年 - デンバー・ナゲッツが初優勝。ファイナルMVPはニコラ・ヨキッチ。
- 2025年 - オクラホマシティ・サンダーが優勝。シェイ・ギルジャス・アレクサンダーがFMVPを獲得し、得点王、SMVP、CFMVP、FMVPを同時に受賞したNBA史上4人目の選手となった

## NBA独自のルール
国際バスケットボール連盟（FIBA）ルールとは異なる独自のNBAルールがあり、その違いからオリンピック、世界選手権などでアメリカが苦戦を強いられる要素にもなっている。ただし、2010年10月から五輪や世界選手権で、2012年10月からは各国で、それぞれFIBAルールが改正され、3ポイントラインが50センチ下がり、ペイントゾーンが長方形になる。これによって国際ルールとNBAルールが近づくことになる。

### 概要
- コート規格、公認球規格が異なる。

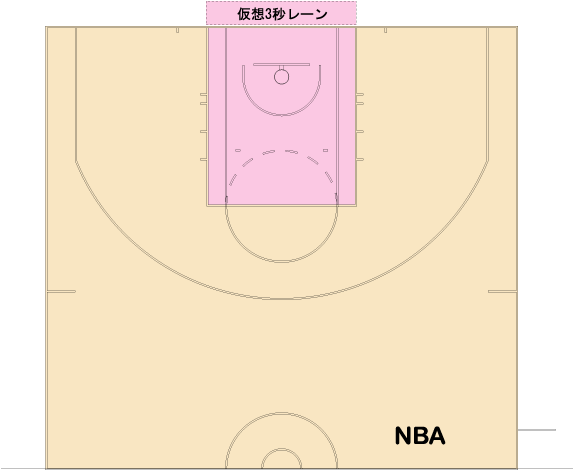
3秒ルール拡張仮想レーン

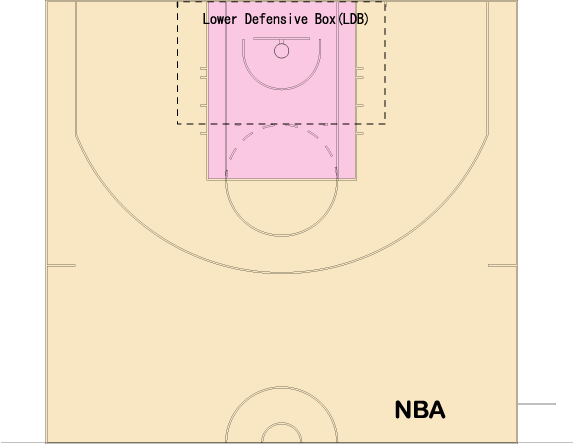
ロワー・ディフェンシブ・ボックス（LDB）図

- ゴール下のペイントゾーンが長方形である。国際ルールでは台形であったが、これについては国際ルールがNBAと同様の長方形に変化し、過去の独自ルールとなっている。
- 3ポイント・ラインが国際ルールよりもゴールからの距離が大きい（アーチ部はリング中心から7.24メートル、両コーナー近傍の直線部は6.71メートル）。3ポイントショットを、ショット・フロム・ダウンタウンと呼ぶこともある。
- ノーチャージ・エリア：ゴール真下の半円より内側ではオフェンスのチャージングが適用されない（国際ルールに適用済み）。相手からチャージングを獲得することに長けたディフェンダーは両足がエリア外についていることを意識してプレーをしている。
- 3秒ルール区域がペイントゾーンだけでなく、エンドゾーン外へ4フィート延長した仮想レーンでも適用される。3秒ヴァイオレイション回避に、安易にアウトオブバウンズを利用できなくしている。
- パーソナルファウル6つで退場となる。また、スポーツマンシップに反した暴言や乱闘が起きた場合、テクニカルファウルとなり相手チームに1フリースローとボール保持権が渡る。テクニカルファウル2つで退場となる。明らかに故意によるもの、相手選手に怪我を負わせるような悪質なものはフレグラントファウルと呼ばれ、2フリースローとボール保持権が渡る。一発退場や罰金、出場停止になる場合もある。罰金は2,000ドルを超える場合もあり高額である。
- ディフェンス3秒ルール：オフェンスプレイヤーにマークマンとしてついていないディフェンダーは、ゴール下のペイントゾーンに3秒以上留まっていてはいけない。相手チームに1フリースロー。ショットクロックは14秒以上は保持されそれ以下は14秒にリセットし、サイドラインからのインバウンド（スローイン）で攻撃再開。
- 『Buck to Five Second Violation』（バック　トゥー　ファイブ　セコンズ　バイオレーション）（チャールズ・バークリー・ルール） - フリースローライン延長線とエンドラインの間で、バスケットに背を向け、5秒を越えてドリブルキープすることは出来ない。カウントは次の時点で終了する。 1. プレーヤーがボールを保持したとき。2. 指定区域を出たとき。3. ディフェンスプレーヤーによってボールが逸らされたとき。罰則：フリースローライン延長上のサイドラインから、相手チームボールのスローインで再開。
- タイムアウト[9]
  - 2016-17シーズンまで - フルタイムアウト（90秒）が前後半合計6回20秒タイムアウト（実質60秒）が前後半各1回。オーバータイム時はフルタイムアウトが2回、20秒タイムアウトが1回。オフィシャル（マンダトリ）タイムアウトは2nd、4thクォーター各1回で、残り9分を切って最初にプレーが止まった時点。
  - 2017-18シーズンより - タイムアウト（75秒）が前後半合計7回。第4クオーターには4回まで持ち越せる。第4クオーターでは、残り3分を切って以降と2回目のオフィシャル（マンダトリ）タイムアウト後には、各チーム2回に制限される。オフィシャル（マンダトリ）タイムアウトは各クォーター2回で、残り①7分と②3分を切って最初にプレーが止まった時点。オーバータイム時はタイムアウトが3回。

タイムアウトの申請はヘッドコーチだけでなくプレー中ボールを保持している選手も可能。ショットクロックは保持される。タイムアウトは、ファウルゲームを仕掛けた際に残り試合時間のロスを防ぐなど、終盤になるほど戦術的に重要なものとなる。
- 着用可能背番号は、00、0、1 - 55（56以上はリーグ申請が必要）
- 試合時間は、1試合各12分4分割（クォーター）方式、計48分である。クォーター間のインターバルは130秒。2Qと3Qの間に15分間ハーフタイムが入る。10分4クオーターで行われる国際ルールの試合よりも8分長い。1試合あたりの所要時間は、およそ2時間から2時間半に及ぶ。
- ジャンプボールシチュエーション時、両チーム交互のスローインではなくジャンプボールとなる。
- 攻撃中に起きたヘルドボール（両チームの選手が同時にボールをつかみ、どちらが保持か判断できない状態）の際は、ショットクロックは14秒以上の場合は保持され、それ未満の場合は14秒にリセットされ、ジャンプボールで再開される。
- （ハンドチェック改正後）コート上の4つの単線で区画されるロワー・ディフェンシブ・ボックス（LDB）と呼ばれる区域が設定されており、ここでは、ボールを保持しゴールに正対していない（背を向けている、あるいは横を向いている）オフェンスに対して、ディフェンダーは肘を曲げた状態での上腕、あるいは肘を曲げた状態での手、またはそれら両方を触れてのディフェンスが許される。格闘技とも称されるNBA特有の激しいせめぎ合いが見られる。また、ボールを保持しその状態で5秒以上経過するとオフェンスにオーバータイムバイオレイションが課される。両手同時や、肘を伸ばした状態で当たった場合はディフェンスのファウルとなる。
- インスタント・リプレー：規定の時間帯や必要に応じてビデオ判定が行われる。
- トランジションテイクファウル：2022-23 NBAシーズン以降、トランジションスコアリング（ターンオーバーからの速攻の得点）の機会で、ポゼッションの変更に続いて、攻撃チームはボールを継続的に前進させるが、プレーの速度、ディフェンダーの位置、またはその両方に基づいてアドバンテージがある。その時点でクリアパスファウルは従来どおり適用されるが、クリアパス以外のファウルを受けた場合、攻撃チームにはフリースローが1回与えられる。これは、ファウルが犯されたときに、ゲーム内の攻撃チームのどのプレーヤーも試みることができる。ワンスローの後、攻撃チームはボールの所有権を保持する。第4クオーターの残り2分以内、及びオーバータームの残り2分以内では適応外で従来どおり運用される[10]。

### 補足

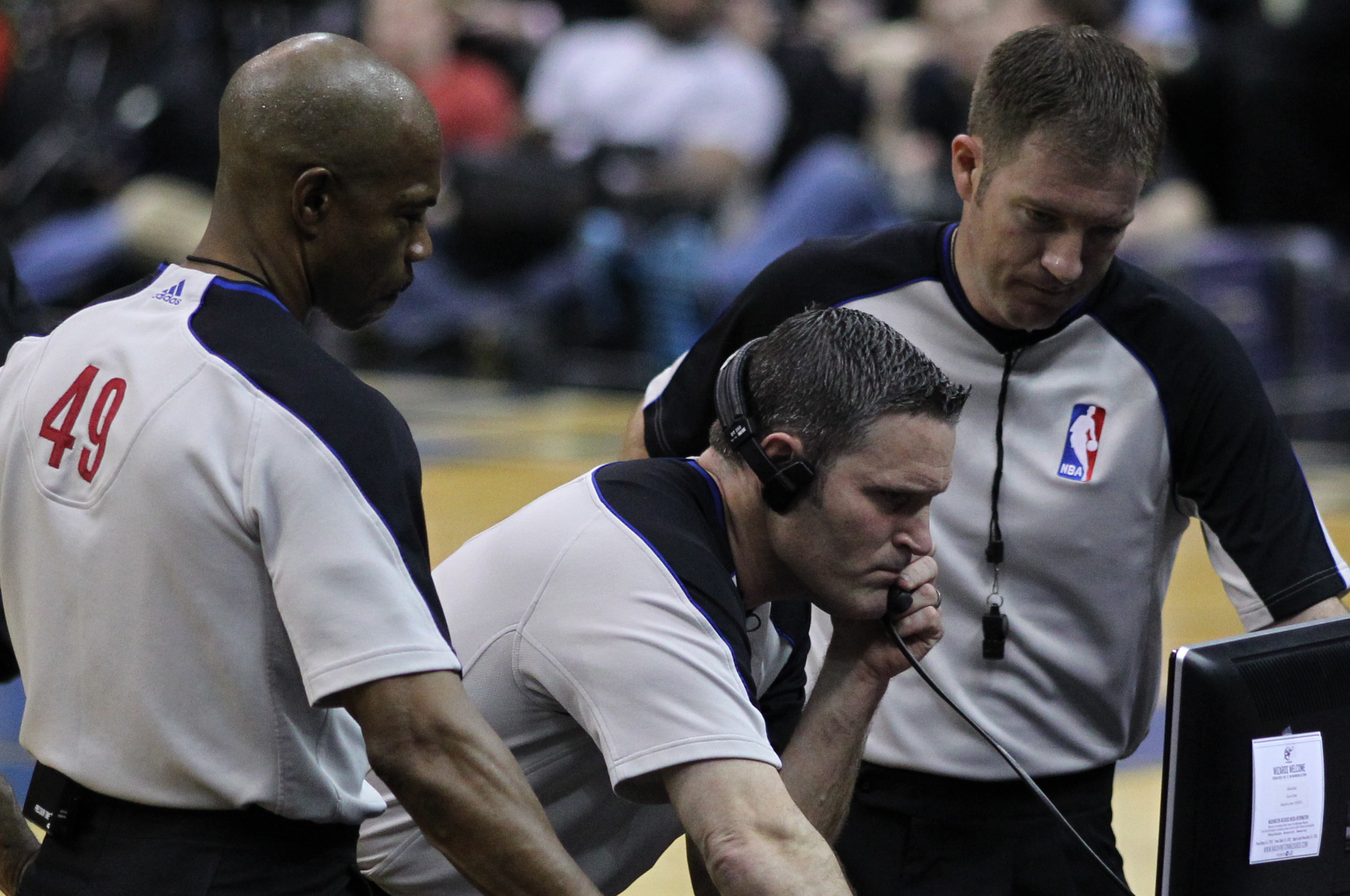
インスタントリプレイで確認するNBAオフィシャル

- 微妙な判定や、クロックの修正（0.1秒単位での修正がある）に、録画判定（インスタントリプレイと呼ばれる）が使用される場合がある。
- アリウープパスにおける違い：アリウープとは、パスされたボールを空中で受け取り、そのままダンクやレイアップを決めるプレーのこと。しかし、バスケットボールにおいてはシュートしたボールに対して落下を始めてから手を触れると反則となる。アリウープの場合、直前のパスがシュートと疑われる可能性がある。シュートと判断された場合は反則となる。
- トラベリングに関して、無意味な場面で必要以上に厳しく取らない傾向があり、初心者などが見ると理解できない場合があるが、攻撃側に少しでも有利となる場面では、非常に厳密に判定されるため、ゲームレベルを損なうことはない。
- 『アンリトンルール』(不文律)→アマチュアの試合では、点差にかかわらず最後まで通常のプレーが行われるが、NBAの場合、点差と残り時間に応じて、勝利チームは最後の攻撃は行わず、フロントコートで、ドリブルキープなどをしてタイムアップを待つことが対戦チームへの敬意を表するために行われる。NBAの場合、各ピリオドで残り1分以内は時間計測が0.1秒単位であるので、逆転の可能性が残っている場合は、残り時間が0になるまで、激しく攻防が繰り返されることは言うまでもない。

### ドレスコード
NBAでは2005年からドレスコードが導入された。選手が、ゲームウェアー以外で、チームやリーグに関わる場で、相応しい装いをすることを規定していた。ショートパンツ、ジャージ、ノースリーブシャツ、Tシャツ、サンダル、冠り物、ヘッドフォン、チェーンやペンダントなどが禁じられていた。2020年に緩和されている。

## 所属チーム

### イースタン・カンファレンス
| 地区                       | チーム                                                        | 創設年 | 加盟年 | 本拠地                                                                  |
| -------------------------- | ------------------------------------------------------------- | ------ | ------ | ----------------------------------------------------------------------- |
| イースタン・カンファレンス |                                                               |        |        |                                                                         |
| アトランティック           | ボストン・セルティックス BOS Boston Celtics                   | 1946   | 1946   | マサチューセッツ州ボストン TDガーデン                                   |
| アトランティック           | ブルックリン・ネッツ BKN Brooklyn Nets                        | 1967   | 1976   | ニューヨーク州ニューヨーク・ブルックリン区 バークレイズ・センター       |
| アトランティック           | ニューヨーク・ニックス NYK New York Knicks                    | 1946   | 1946   | ニューヨーク州ニューヨーク・マンハッタン マディソン・スクエア・ガーデン |
| アトランティック           | フィラデルフィア・セブンティシクサーズ PHI Philadelphia 76ers | 1946   | 1949   | ペンシルベニア州フィラデルフィア ウェルズ・ファーゴ・センター           |
| アトランティック           | トロント・ラプターズ TOR Toronto Raptors                      | 1995   | 1995   | オンタリオ州トロント スコシアバンク・アリーナ                           |
| セントラル                 | シカゴ・ブルズ CHI Chicago Bulls                              | 1966   | 1966   | イリノイ州シカゴ ユナイテッド・センター                                 |
| セントラル                 | クリーブランド・キャバリアーズ CLE Cleveland Cavaliers        | 1970   | 1970   | オハイオ州クリーブランド ロケット・モーゲージ・フィールドハウス         |
| セントラル                 | デトロイト・ピストンズ DET Detroit Pistons                    | 1941   | 1948   | ミシガン州デトロイト リトル・シーザーズ・アリーナ                       |
| セントラル                 | インディアナ・ペイサーズ IND Indiana Pacers                   | 1967   | 1976   | インディアナ州インディアナポリス ゲインブリッジ・フィールドハウス       |
| セントラル                 | ミルウォーキー・バックス MIL Milwaukee Bucks                  | 1968   | 1968   | ウィスコンシン州ミルウォーキー ファイサーブ・フォーラム                 |
| サウスイースト             | アトランタ・ホークス ATL Atlanta Hawks                        | 1946   | 1949   | ジョージア州アトランタ ステートファーム・アリーナ                       |
| サウスイースト             | シャーロット・ホーネッツ CHA Charlotte Hornets                | 2004   | 2004   | ノースカロライナ州シャーロット スペクトラム・センター                   |
| サウスイースト             | マイアミ・ヒート MIA Miami Heat                               | 1988   | 1988   | フロリダ州マイアミ カセヤ・センター                                     |
| サウスイースト             | オーランド・マジック ORL Orlando Magic                        | 1989   | 1989   | フロリダ州オーランド キア・センター                                     |
| サウスイースト             | ワシントン・ウィザーズ WAS Washington Wizards                 | 1961   | 1961   | ワシントンD.C. キャピタル・ワン・アリーナ                               |

### ウェスタン・カンファレンス
| 地区                       | チーム                                                        | 創設年 | 加盟年 | 本拠地                                                      |
| -------------------------- | ------------------------------------------------------------- | ------ | ------ | ----------------------------------------------------------- |
| ウェスタン・カンファレンス |                                                               |        |        |                                                             |
| サウスウェスト             | ダラス・マーベリックス DAL Dallas Mavericks                   | 1980   | 1980   | テキサス州ダラス アメリカン・エアラインズ・センター         |
| サウスウェスト             | ヒューストン・ロケッツ HOU Houston Rockets                    | 1967   | 1967   | テキサス州ヒューストン トヨタセンター                       |
| サウスウェスト             | メンフィス・グリズリーズ MEM Memphis Grizzlies                | 1995   | 1995   | テネシー州メンフィス フェデックス・フォーラム               |
| サウスウェスト             | ニューオーリンズ・ペリカンズ NOP New Orleans Pelicans         | 1988   | 1988   | ルイジアナ州ニューオーリンズ スムージー・キング・センター   |
| サウスウェスト             | サンアントニオ・スパーズ SAS San Antonio Spurs                | 1967   | 1976   | テキサス州サンアントニオ フロスト・バンク・センター         |
| ノースウェスト             | デンバー・ナゲッツ DEN Denver Nuggets                         | 1967   | 1976   | コロラド州デンバー ボール・アリーナ                         |
| ノースウェスト             | ミネソタ・ティンバーウルブズ MIN Minnesota Timberwolves       | 1989   | 1989   | ミネソタ州ミネアポリス ターゲット・センター                 |
| ノースウェスト             | オクラホマシティ・サンダー OKC Oklahoma City Thunder          | 1967   | 1967   | オクラホマ州オクラホマシティ ペイコム・センター             |
| ノースウェスト             | ポートランド・トレイルブレイザーズ POR Portland Trail Blazers | 1970   | 1970   | オレゴン州ポートランド モダ・センター                       |
| ノースウェスト             | ユタ・ジャズ UTA Utah Jazz                                    | 1974   | 1974   | ユタ州ソルトレイクシティ ビビント・アリーナ                 |
| パシフィック               | ゴールデンステート・ウォリアーズ GSW Golden State Warriors    | 1946   | 1946   | カリフォルニア州サンフランシスコ チェイス・センター         |
| パシフィック               | ロサンゼルス・クリッパーズ LAC Los Angeles Clippers           | 1970   | 1970   | カリフォルニア州ロサンゼルス インテュイット・ドーム         |
| パシフィック               | ロサンゼルス・レイカーズ LAL Los Angeles Lakers               | 1946   | 1948   | カリフォルニア州ロサンゼルス クリプト・ドットコム・アリーナ |
| パシフィック               | フェニックス・サンズ PHO Phoenix Suns                         | 1968   | 1968   | アリゾナ州フェニックス PHX・アリーナ                        |
| パシフィック               | サクラメント・キングス SAC Sacramento Kings                   | 1945   | 1948   | カリフォルニア州サクラメント ゴールデン1センター            |

## 現在の各チーム所属選手
- NBAチームロースター一覧

## 優勝の記録
| NBAファイナル優勝回数、シーズン、プレイオフ成績 ---2022-2023年シーズン終了時--- | NBAファイナル優勝回数、シーズン、プレイオフ成績 ---2022-2023年シーズン終了時--- | NBAファイナル優勝回数、シーズン、プレイオフ成績 ---2022-2023年シーズン終了時---                             | NBAファイナル優勝回数、シーズン、プレイオフ成績 ---2022-2023年シーズン終了時--- | NBAファイナル優勝回数、シーズン、プレイオフ成績 ---2022-2023年シーズン終了時--- | NBAファイナル優勝回数、シーズン、プレイオフ成績 ---2022-2023年シーズン終了時--- | NBAファイナル優勝回数、シーズン、プレイオフ成績 ---2022-2023年シーズン終了時--- | NBAファイナル優勝回数、シーズン、プレイオフ成績 ---2022-2023年シーズン終了時--- |
| チーム                                                                          | 優勝                                                                            | 優勝年 | プレーオフ進出                                                                  | DV優勝                                                                          | CNF優勝                                                                         | シーズン勝敗                                                                    | プレーオフ勝敗                                                                  |
| ------------------------------------------------------------------------------- | ------------------------------------------------------------------------------- | --- | ------------------------------------------------------------------------------- | ------------------------------------------------------------------------------- | ------------------------------------------------------------------------------- | ------------------------------------------------------------------------------- | ------------------------------------------------------------------------------- |
| ボストン・セルティックス                                                        | 18                                                                              | 1957、1959、1960、1961、1962、1963、1964、1965、1966、1968、 1969、1974、1976、1981、1984、1986、2008、2024 | 51                                                                              | 26                                                                              | 21                                                                              | 3108勝2124敗                                                                    | 344勝253敗                                                                      |
| ロサンゼルス・レイカーズ                                                        | 17                                                                              | 1949、1950、1952、1953、1954、1972、1980、1982、1985、1987、 1988、2000、2001、2002、2009、2010、2020       | 61                                                                              | 31                                                                              | 32                                                                              | 3222勝1972敗                                                                    | 444勝299敗                                                                      |
| ゴールデンステート・ウォリアーズ                                                | 7                                                                               | 1947、1956、1975、2015、2017、2018、2022                                                                    | 29                                                                              | 8                                                                               | 7                                                                               | 2482勝2866敗                                                                    | 110勝125敗                                                                      |
| シカゴ・ブルズ                                                                  | 6                                                                               | 1991、1992、1993、1996、1997、1998                                                                          | 32                                                                              | 7                                                                               | 6                                                                               | 1975勝1830敗                                                                    | 177勝144敗                                                                      |
| サンアントニオ・スパーズ                                                        | 5                                                                               | 1999、2003、2005、2007、2014                                                                                | 33                                                                              | 19                                                                              | 5                                                                               | 2262勝1550敗                                                                    | 216勝189敗                                                                      |
| フィラデルフィア・セブンティシクサーズ                                          | 3                                                                               | 1955、1967、1983                                                                                            | 47                                                                              | 11                                                                              | 6                                                                               | 2679勝2379敗                                                                    | 217勝205敗                                                                      |
| デトロイト・ピストンズ                                                          | 3                                                                               | 1989、1990、2004                                                                                            | 40                                                                              | 10                                                                              | 5                                                                               | 2511勝2611敗                                                                    | 187勝175敗                                                                      |
| マイアミ・ヒート                                                                | 3                                                                               | 2006、2012、2013                                                                                            | 17                                                                              | 7                                                                               | 3                                                                               | 1031勝971敗                                                                     | 103勝82敗                                                                       |
| ニューヨーク・ニックス                                                          | 2                                                                               | 1970、1973                                                                                                  | 42                                                                              | 8                                                                               | 8                                                                               | 2615勝2614敗                                                                    | 186勝189敗                                                                      |
| ミルウォーキー・バックス                                                        | 2                                                                               | 1971、2021                                                                                                  | 27                                                                              | 13                                                                              | 2                                                                               | 1856勝1704敗                                                                    | 104勝114敗                                                                      |
| ヒューストン・ロケッツ                                                          | 2                                                                               | 1994、1995                                                                                                  | 27                                                                              | 4                                                                               | 2                                                                               | 1901勝1823敗                                                                    | 118勝125敗                                                                      |
| サクラメント・キングス                                                          | 1                                                                               | 1951 | 29                                                                              | 5                                                                               | 0                                                                               | 2374勝2749敗                                                                    | 80勝107敗                                                                       |
| アトランタ・ホークス                                                            | 1                                                                               | 1958 | 42                                                                              | 14                                                                              | 4                                                                               | 2505勝2557敗                                                                    | 140勝185敗                                                                      |
| ポートランド・トレイルブレイザーズ                                              | 1                                                                               | 1977 | 29                                                                              | 4                                                                               | 3                                                                               | 1842勝1636敗                                                                    | 97勝115敗                                                                       |
| ワシントン・ウィザーズ                                                          | 1                                                                               | 1978 | 25                                                                              | 7                                                                               | 4                                                                               | 1873勝2232敗                                                                    | 77勝115敗                                                                       |
| オクラホマシティ・サンダー                                                      | 1                                                                               | 1979 | 26                                                                              | 7                                                                               | 4                                                                               | 1980勝1744敗                                                                    | 136勝135敗                                                                      |
| ダラス・マーベリックス                                                          | 1                                                                               | 2011 | 18                                                                              | 2                                                                               | 2                                                                               | 1341勝1317敗                                                                    | 86勝93敗                                                                        |
| クリーブランド・キャバリアーズ                                                  | 1                                                                               | 2016 | 18                                                                              | 3                                                                               | 5                                                                               | 1585勝1893敗                                                                    | 70勝78敗                                                                        |
| トロント・ラプターズ                                                            | 1                                                                               | 2019 | 5                                                                               | 1                                                                               | 1                                                                               | 581勝847敗                                                                      | 11勝20敗                                                                        |
| デンバー・ナゲッツ                                                              | 1                                                                               | 2023 | 24                                                                              | 8                                                                               | 1                                                                               | 1464勝1522敗                                                                    | 61勝101敗                                                                       |
| フェニックス・サンズ                                                            | 0                                                                               | | 29                                                                              | 5                                                                               | 2                                                                               | 2012勝1630敗                                                                    | 133勝141敗                                                                      |
| ユタ・ジャズ                                                                    | 0                                                                               | | 25                                                                              | 7                                                                               | 2                                                                               | 1712勝1438敗                                                                    | 114勝127敗                                                                      |
| インディアナ・ペイサーズ                                                        | 0                                                                               | | 21                                                                              | 4                                                                               | 1                                                                               | 1467勝1518敗                                                                    | 99勝97敗                                                                        |
| ブルックリン・ネッツ                                                            | 0                                                                               | | 17                                                                              | 4                                                                               | 2                                                                               | 1257勝1729敗                                                                    | 55勝69敗                                                                        |
| ロサンゼルス・クリッパーズ                                                      | 0                                                                               | | 16                                                                              | 2                                                                               | 0                                                                               | 1615勝2363敗                                                                    | 66勝77敗                                                                        |
| オーランド・マジック                                                            | 0                                                                               | | 14                                                                              | 4                                                                               | 2                                                                               | 979勝941敗                                                                      | 57勝66敗                                                                        |
| ニューオーリンズ・ペリカンズ                                                    | 0                                                                               | | 12                                                                              | 0                                                                               | 0                                                                               | 961勝1041敗                                                                     | 35勝49敗                                                                        |
| ミネソタ・ティンバーウルブズ                                                    | 0                                                                               | | 8                                                                               | 1                                                                               | 0                                                                               | 762勝1158敗                                                                     | 17勝30敗                                                                        |
| メンフィス・グリズリーズ                                                        | 0                                                                               | | 6                                                                               | 0                                                                               | 0                                                                               | 547勝881敗                                                                      | 18勝29敗                                                                        |
| シャーロット・ホーネッツ                                                        | 0                                                                               | | 1                                                                               | 0                                                                               | 0                                                                               | 250勝472敗                                                                      | 0勝4敗                                                                          |

## 経営
| 順位 | リーグ         | チーム数 |
| ---- | -------------- | -------- |
| 1    | NFL            | 30       |
| 2    | NBA            | 6        |
| 3    | MLB            | 5        |
| 4    | プレミアリーグ | 3        |
| 5    | ラ・リーガ     | 2        |
| 5    | F1             | 2        |
| 6    | ブンデスリーガ | 1        |
| 6    | リーグ・アン   | 1        |

2021年2月にアメリカの経済誌『フォーブス』が公表した統計によると、NBAでもっとも資産価値の高いチームはニューヨーク・ニックスであり、50億ドルと算定されている。2位は47億ドルのゴールデンステート・ウォリアーズ、3位は46億ドルのロサンゼルス・レイカーズである。
2023年版のデータによると、ウォリアーズがニックスを抜いてNBAでもっとも資産価値の高いチームとして選ばれた(推定70億ドル)。6チームがトップ50の中に選ばれている。
NBAの1チームあたりの平均資産価値は21億2,000万ドルである。年間収入がもっとも多いのは4億7,400万ドルのゴールデンステート・ウォリアーズであり、年間営業利益ではゴールデンステート・ウォリアーズがもっとも多く、2億ドルである。29チームが黒字経営、1チームが赤字経営と評価されている。

## 薬物違反
05 - 06シーズンの前に合意した労使協定で、運動能力を高めるために人体に強い影響を及ぼす薬物を使用した選手に対する罰則を強化した。違反1回目で10試合、2回目で25試合、3回目で1年間の出場停止、そして、4回目にはリーグから追放される。全選手を対象に、シーズン中に4回、ランダムに検査が行われる。

## 人物
- バスケットボール殿堂

### 会長・コミッショナー
- モーリス・ポドロフ（Maurice Podoloff、1946年 - 1963年）初代会長
- ウォルター・ケネディ（Walter Kennedy、1963年 - 1967年）第2代会長、（1967年 - 1975年）初代コミッショナー
- ラリー・オブライエン（Larry O'Brien、1975年 - 1984年）第2代コミッショナー
- デビッド・スターン（David Stern、1984年 - 2014年）第3代コミッショナー
- アダム・シルバー（Adam Silver、2014年 - ）第4代コミッショナー

## 放映権

### 世界
NBAは157の放送局を通じて、214の国と地域に43の言語で放送されている。テレビ放映権は、全国放送やポストシーズンに限りリーグが管轄し、ローカル放送はチームが放送局と直接契約を結んでいる。そのため、レギュラーシーズン、ポストシーズン全試合の放映権を管轄しているNFLと違い、チームによって放映権料収入は大きく異なる。現在の放映権料は9億3,000万ドルだが、新たな契約で2016-2017シーズンからNBAの放映権料収入は年間約26億6,000万ドルとなった。

### アメリカ
アメリカ国内ではESPNとABC（ESPN on ABC）、NBCで放送される。ABCはクリスマスゲームと年明けの土曜夜と日曜昼とファイナル全試合が、NBCでは木曜夜と年明けからは火曜夜も含む試合とオールスターが放送されている。

### 日本
日本向け放映権は2017-18シーズンより楽天が独占放映権を取得。楽天ではRakuten TVで週9試合日本語実況を行っていた他、NBAリーグパスを販売（月額税抜900円）。また、2019年はNCAA男子ディビジョンIバスケットボール選手権も配信されている。同社は同年9月30日から、サービスをNBA専用のオンラインプラットフォームNBA Rakutenに移行。BASIC PASS、TEAM PASS、LEAGUE PASS、SINGLE GAMEという4つの料金プランを設け、試合を配信している。2022年はWNBAも配信されている。
かつてはNHK BS1、フジテレビNEXT、テレビ東京、テレビ朝日、TBS、J SPORTS、およびスカパーJSAT（スカチャンなどで放送）で中継していた時期もあったが、NHK以外は2010-11シーズンを以て終了となり、代わってそのシーズンからはWOWOWで放送開始したが2017-2018シーズンで終了した。なお、プレーオフ決勝の「NBAファイナル」については双方とも生中継となっていた。2014-15シーズンから2016-17シーズンまでフジテレビNEXTでも放送されていた。
2023-24シーズンは6シーズンぶりにWOWOWにて放送することを発表した。同局では毎週5試合を実況・解説付きで生中継する。また、WOWOWオンデマンドでも毎週7試合をライブ配信する。
2025-26シーズンからは前述のアメリカ本国での放映権変更により、NBA公式アプリ及びAmazon Prime Videoにて配信する予定。また、それとは別にNTTドコモもNBAとの間でメディアライセンス契約を締結した上で一部の試合を配信する事を明らかにしている。

#### 日本向けの中継の主な解説者

##### 過去
- WOWOW「NBA バスケットボール」　東野智弥、中原雄、佐古賢一、小野秀二、陸川章、小宮邦夫、石田剛規
- NHK BS1「NBA中継」　奥野俊一、北館洋一郎、北原憲彦、河内敏光、倉石平、塚本清彦、結城昭二
- フジテレビNEXT 藤田将弘、外山英明、鈴木貴美一、廣瀬昌也、河内敏光

## NBA TV
2019年現在、NBAファン向けの有料サービスとして、NBA TVがある。世界各地へインターネットブロードバンド配信で、NBAのレギュラーシーズン、オールスターイベント、プレーオフ、ファイナルのすべてのゲームを配信している。HD画質で、ライブおよびオンデマンドで、パソコン上の視聴が可能である。この有料配信サービスはナローバンド低解像度画像で、数年前に開始され、その後ハイグレード化された。ただし、放送はすべて現地で制作され配信されるため、音声は英語のみであるが、往年の名選手の解説を聞くことも出来る。なお2019年まで日本国内向けにもサービスを展開していたが、2019-20シーズン以降は上述のNBA Rakutenに統合された。

## NBA.com/Stats
NBAの公式ウェブサイトの統計ページ。ボールの支配率、クラッチシュート数、ポゼッションあたりのエフィシェンシ―、プレイヤー/チームの比較などの統計情報のほか、NBA ボックス・スコア、シュートチャート、トップラインナップのコンビネーション、歴代NBAプレイヤーの履歴などの情報が掲載されている。
ドイツの大手ソフトウェア企業SAPと提携し、高速データ処理プラットフォーム「SAP HANA」を利用したことで膨大なデータをリアルタイムで表示できるようになったことに伴い、2013年2月から一般のNBAファンおよび報道関係者を問わず、誰でも無料で利用できるようになった。

## 下部組織相当のリーグ
NBAが直接運営するマイナーリーグはなかったが、近年NBAゲータレード・リーグ（通称Gリーグ）（旧・NBADL）を直轄の下部リーグとして運営している。それ以外の組織は独立リーグ（セミプロ）と見なされる。
- ABA（American Basketball Association）
- CBA
- IBL
- ユナイテッド・バスケットボール・リーグ
- USBL
- ユニバーサル・バスケットボール・リーグ
- ワールド・バスケットボール・アソシエーション

## 賞・タイトル

### 個人賞
- 最優秀選手賞（MVP。シーズンMVPの他にもファイナルMVP、オールスターMVP、各カンファレンスから月ごとに選ばれる月間MVP、週ごとに選ばれる週間MVPがある）
- NBAファイナル最優秀選手賞
- NBAルーキー・オブ・ザ・イヤー
- NBAシックスマン賞（そのシーズンにもっとも活躍した控え選手に送られる）
- MIP (NBA)（そのシーズンにもっとも成長した選手に送られる）
- NBA最優秀守備選手賞
- NBA最優秀コーチ賞
- エグゼクティブ・オブ・ザ・イヤー（そのシーズンのもっとも優秀なフロントが選出される）

### セレクトチーム
- オールNBAチーム（ポジションごとにもっとも優秀な選手を選出。ファーストチーム以下、セカンド、サードまで計15人が選ばれる）
- オールディフェンシブチーム（ポジションごとにもっとも守備の優秀な選手を選出。ファーストチーム以下、セカンドまで計10人が選ばれる）
- NBAオールルーキーチーム（ポジションに関係なくもっとも優秀な新人選手を選出。ファーストチーム以下、セカンドまで計10人が選ばれる）

### スタッツリーダー
- シーズン得点王
- シーズンリバウンド王
- シーズンブロック王
- シーズンアシスト王
- シーズンスティール王
- 3ポイント成功率リーダー
- フィールドゴール成功率リーダー
- フリースロー成功率リーダー

## 脚註
1. ↑  https://www.espn.com/nba/news/story?id=45900311
2. ↑  https://jp.reuters.com/article/sportsNews/idJPTYE7B803520111209
3. ↑  “NBAの視聴率低下を元選手たちが危惧。シャックは「３ポイント多投のスタイル」、アリナスは「視聴環境と価格高騰」が原因と指摘”. THE DIGEST. 2024年11月22日閲覧。
4. ↑  “なぜ“明暗”分かれた？大胆戦略で地元視聴率1位に大躍進…最下位は3連覇達成した名門”. バスケットボールキング. 2025年2月17日閲覧。
5. 1 2  “今年のNBAオールスターゲームは視聴率と視聴者数で過去最低を記録”. バスケットボールキング. 2023年2月23日閲覧。
6. 1 2  “NBA All-Star Game Ratings: Second-Least-Watched Ever, Down 13%”. frontofficesports.com. 2025年2月19日閲覧。
7. ↑  “Official Basketball Rules”.  FIBA.com (2010年4月30日). 2012年3月29日閲覧。
8. ↑  “Official Rules of the National Basketball Association”.   NBA.com (2008年9月8日). 2012年3月29日閲覧。
9. ↑  “NBA reduces number of timeouts in fan-friendly move”.   sportingnews.com (2017年7月12日). 2017年7月13日閲覧。
10. ↑  “NBA Board of Governors approves heightened penalty for 'transition take foul'”.   NBA.com (2022年7月13日). 2022年7月18日閲覧。
11. ↑  https://www.nba.com/news/player_dress_code_051017.html%20NBA%20Player%20Dress%20Code
12. ↑  Wolf, Cam (2020年6月29日). “Bubble Boys: The NBA's New Relaxed Dress Code Kisses the Suit Goodbye” (英語). GQ. 2024年12月16日閲覧。
13. ↑   Forbes com. 2024年8月31日閲覧。
14. ↑  NBA Team Value The business of Basketball---Forbes
15. ↑  https://www.forbes.com/sites/mikeozanian/2023/09/08/the-worlds-50-most-valuable-sports-teams-2023/?sh=671ecd112b44
16. ↑  “NBA signs new 11-year media agreements with the Walt Disney Company, NBCUniversal and Amazon Prime Video through 2035-36 season”. NBA.com (2024年7月25日). 2024年7月25日閲覧。
17. ↑  “NBAが2025－26シーズン以降の放映権を発表…『ABC／ESPN』、『NBC』、『Prime Video』で試合放送へ”. バスケットボールキング (2024年7月25日). 2024年7月25日閲覧。
18. ↑  “今季ＮＢＡは２５日開幕 八村塁＆渡辺雄太の試合が熱い ＷＯＷＯＷが放送”. スポーツ報知 (2023年10月6日). 2023年11月3日閲覧。
19. ↑  “WOWOW：タクシー車内で渡邊雄太選手インタビュー放送 東京都内で100台運行、11月6日から1週間”. MANTANWEB（まんたんウェブ） (2023年11月2日). 2023年11月3日閲覧。
20. ↑  “Amazon Prime VideoがNBAの試合を2025-26シーズンから日本で配信開始。ファン拡大へ期待＜DUNKSHOOT＞”. THE DIGEST. (2025年2月19日) 2025年3月2日閲覧。
21. ↑  “NBAが来シーズンの視聴方法を発表…9月からは公式アプリやPrime Videoで視聴可能に”. バスケットボールキング 2025年8月3日閲覧。 {{cite news}}: 名無し引数「date-2025-08-02」は無視されます。 (説明)⚠
22. ↑  株式会社NTTドコモ、ナショナル・バスケットボール・アソシエーション (2025年8月5日). “ドコモとNBA、日本国内におけるNBAの試合配信に関するメディアライセンス契約を締結”. 報道発表資料.   株式会社NTTドコモ. 2025年8月7日閲覧。
23. 1 2  【参考資料】NBA、SAP HANA®を使用した公式ウェブサイトの新しい統計ページ、「NBA.com/Stats」を開設
24. 1 2  [NBA] もしファンがマネーボールを楽しめたら – NBAとソフトウェア大手SAPのマネーボール的提携
25. ↑  JSAA OPEN SEMINAR「バスケットボールのITxデータの今と未来」から読み解くNBAの事例と日本の現状
26. ↑  独サッカー代表、躍動の裏にデータ分析あり　SAPの流儀とは